# یوکالی‌کولوو (شهرستان کیگینسکی، باشقیرستان)
یوکالی‌کولوو (انگلیسی: Yukalikulevo, Kiginsky District, Republic of Bashkortostan) یک شهرک در شهرستان کیگینسکی استان باشقیرستان کشور روسیه است.